# Trischaken

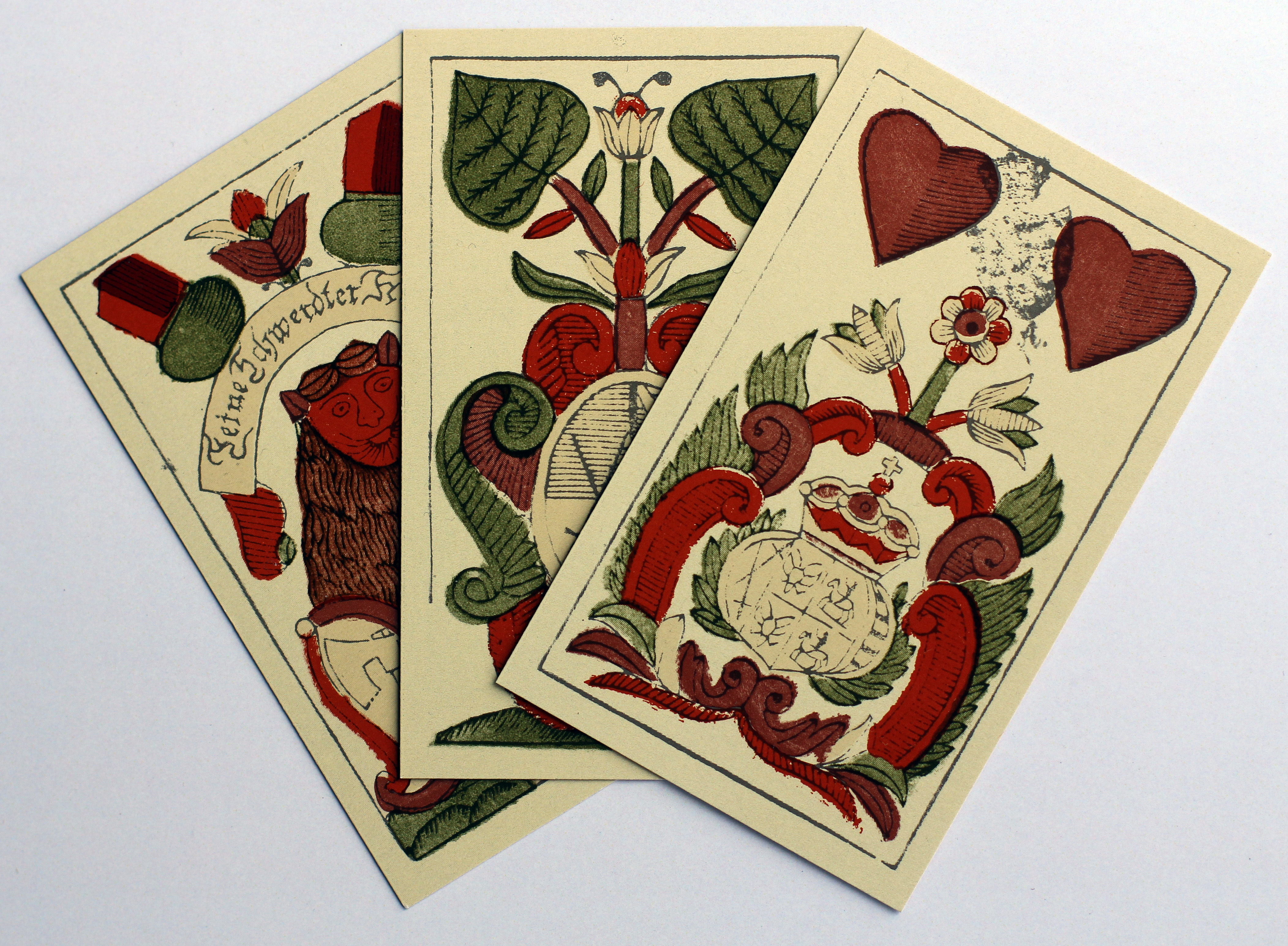
Ein hohes Blatt beim Trischaken – drei Asse (1832 Schwerterkarte)

Trischaken ist ein historisches österreichisches, deutsches und polnisches Glücksspiel für drei bis fünf Spieler. Es scheint mit dem französischen Brelan und dem deutschen Scherwenzel verwandt zu sein. Es sollte nicht mit dem Nullspiel in Königrufen verwechselt werden.

## Geschichte
Das Spiel stammt aus dem 16. Jahrhundert; damals wurde es am Hof des Königreichs Polen gespielt. Das Spiel wurde Februar 1682 in der Garnison zu Bergen op Zoom erwähnt, als zwei Offiziere „Treschacken“ spielte. Es wird auch als Kartenspiel in einem deutschen Gedicht von 1706 erwähnt und 1734 als verbotenes Glücksspiel in einem Gesetzbuch von Anhalt-Bernburg aufgeführt. Ein Hinweis auf seine Verbreitung ist 1771 seine Aufnahme in ein Bremisch-Niedersächsisches Wörterbuch und seine Beschreibung als „beliebt“ in Bayern vom mindestens späten 18. bis zur Mitte des 19. Jahrhunderts. Das Wort wurde auch „dreschaken“ geschrieben, was „schlagen, verprügeln, knüppeln“ bedeutet, und könnte von „dreschen“ abgeleitet sein, was an das Spiel Karnöffel erinnert, dessen Name auch „verprügeln“ bedeutet. 1871 wurde es als Glücksspiel beschrieben, das bei Bauern „in den Provinzen“ beliebt war und mit den „großen alten deutschen Karten“ gespielt wurde, was vermutlich 36- oder sogar 48-Karten-Kartenspiele mit deutschen Farben bedeutete.
Treschaken wurde mit dem französischen Brelan und dem Spiel Krimp, Krimpen oder Krimpenspiel gleichgesetzt.

## Beschreibung

### Deutsches Drischaken oder Trischaken
Die Brüder Grimm beschreiben Drischaken als ein Spiel für drei bis fünf Spieler, bei dem jeder 3 Karten erhält und derjenige gewinnt, der die meisten Karten verschiedener möglicher Kombinationen hat. Sie geben verschiedene alternative Schreibweisen an, wie drischäken, drischeken, dreschakn, trischaken und trischakeln und fügen hinzu, dass „ebenso karnöfeln sowohl Spielen als auch Prügeln bedeutet“, was sich auf ein anderes weit verbreitetes Kartenspiel der Zeit bezieht.
Eine detaillierte Beschreibung der Regeln von Brelan (auch als Trischaken bekannt) in deutscher Sprache findet sich 1868 in Pierers Universallexikon, Band 3.

### Österreichisches Trischack
Laut Popowitsch (1705–1774) wurde das österreichische Spiel Trischack (Trischackspiel) mit 3 Karten gespielt und der Bube (Bub) oder die Neun – als Pamfili bekannt – jeder Farbe sind wild. In Sachsen und Schlesien wurden sie Wenzel oder Scharwenzel genannt. Daher könnte es mit dem bayerischen Spiel Scherwenzel verwandt gewesen sein. Hommel setzt Trischak jedoch mit Grobhäusern gleich, was im Wesentlichen Scherwenzel ohne wilde Karten war. Das Spiel wurde auch Straschak sincere, Strassak oder Stressak genannt.
In Österreich waren die Schärwenzel (d. h. die 7, 8 und 9 oder die 7, 8 und der Bube) die höchste Karten. In Franken und Sachsen wurde Trischaken mit 4 Karten pro Spieler gespielt, wobei deutsche Karten verwendet wurden.

### Polnisches Tryszak
Tryszak (deutsch: Treschak), auch Straszak und Fluss genannt, da ein Flöte (Fluss oder Flush) ein wichtiges Merkmal war, war ein altes Glücksspiel, das zu Beginn der Herrschaft von Stanisław August Poniatowski (regierte 1764–1795) beliebt war, aber schon viel früher belegt ist, da es eine Geschichte gibt, dass König Sigismund I. (regierte 1506–1548), als er das Spiel mit zwei Ministern spielte, zwei Könige ausgeteilt bekam, aber keinen dritten auf der Hand hatte. Er behauptete also, er sei der dritte König und sicherte sich so seinen Sieg. Eine detaillierte Beschreibung des Spiels gibt Chomentowski und wurde von Łukasz Gołębiowski (1831) reproduziert.
Das Spiel wurde folgendermaßen gespielt: Ein silberner Teller wurde auf den Tisch gelegt und jeder Spieler legte sein Geld vor sich hin und setzte einen Einsatz auf den Teller. Ein Kartenspiel von 36 Karten deutsches Bild wurde gemischt und der Geber gab jedem zwei Karten. Ober und Neuner waren besser als die anderen und konnten als wilde Karten verwendet werden, um ein Triplett oder Quartett zu bilden. Wenn ein Spieler nach dem Geben schlechte Karten hatte und kein Paar bilden konnte, wurden diese abgeworfen. Ein Spieler mit einer Neun, einem Ober oder einem Paar passte und wartete, bis jemand „spielen“ sagte, und antwortete dann „ich behalte es“. Die, die noch im Spiel waren, spielten; von 6 bis 9 Spielern spielten oft nur 2 oder 3. Ein mutiger Spieler oder einer mit guten Karten konnte den Einsatz erhöhen, bevor die nächsten zwei Karten gegeben wurden. Ein Spieler entschied, wie viele Karten er tauschen wollte, und erhöhte jedes Mal den Einsatz. Das Ziel war, den Gegner zum Aufgeben zu bringen und mit einer schlechten oder einer guten Karte den Einsatz zu erhöhen. Wenn jedoch niemand ein Risiko eingehen wollte, wurde der Einsatz plötzlich reduziert und auf den Grundeinsatz zurückgesetzt.
Die Karten hatten die für polnische Karten typische Rangfolge. Kombinationen aus vier Karten waren höher gewertet als solche aus drei Karten; eine Farbenfolge (Straight Flush) war höher gewertet als eine Flöte, der wiederum ein Triplet oder Quartett schlug. Ober und 9er waren wild; eine Wildkarte konnte verwendet werden, um eine 3-Blatt-Kombination zu bilden, und bis zu zwei konnten verwendet werden, um eine 4-Blatt-Kombination zu bilden. Natürliche Kombinationen waren höher bewertet als solche aus Wildkarten desselben Typs; ebenso waren drei Könige höher bewertet als drei Ober usw.
Tryszak könnte der Vorfahre von Chlust sein, das seit dem frühen 19. Jahrhundert bekannt ist.